# Norwegian Long Haul
Norwegian Long Haul – założona w 2012 norweska linia lotnicza oferowała przeloty długodystansowe, z bazą w Oslo-Gardermoen. 
W 2017 firma planowała otwarcie regularnych połączeń z Irlandii (Cork) do USA (Boston i Nowy Jork). W 2020 na skutek ograniczeń wywołanych pandemią COVID-19 właściciel przewoźnika podjął decyzję o zawieszeniu lotów i likwidacji spółki, co oficjalnie dokonało się w styczniu 2021.

## Flota
W marcu 2020, w chwili zawieszenia prowadzenia działalności w skład floty Norwegian Long Haul wchodziło 14 samolotów typu Boeing 787.